# بابكر ديون
بابكر ديون هو لاعب كرة قدم بلجيكي في مركز الهجوم، ولد في 22 مارس 1997 في بلجيكا. لعب مع رويال إكسل موسكرون.

## وصلات خارجية
- بابكر ديون على موقع قاعدة بيانات كرة القدم.إي يو (الإنجليزية)
- بابكر ديون على موقع Soccerway.com (الإنجليزية)
- بابكر ديون على موقع عالم كرة القدم.نت (الإنجليزية)